# Kde domov můj

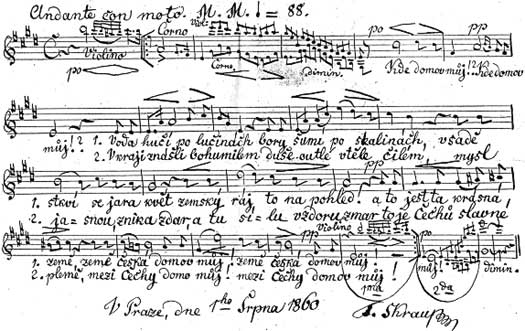
Von Škroup geschriebenes Original

Kde domov můj („Wo ist meine Heimat?“, anhörenⓘ) ist die Nationalhymne der ehemaligen Tschechoslowakei und heute von Tschechien. 

## Hymne
Der Text stammt aus dem Theaterstück „Fidlovačka“ („Das Schusterfest“) von Josef Kajetán Tyl, das 1834 in Prag uraufgeführt wurde, die Melodie wurde von František Škroup komponiert. Der Text besteht aus zwei Strophen, wobei die zweite in der breiten Öffentlichkeit kaum mehr bekannt ist. Neben der tschechischen gibt es auch eine deutsche Version mit dem Titel Wo ist mein Heim, die in der Ersten Tschechoslowakischen Republik zwischen 1919 und 1938 offiziell war. Die offizielle deutsche Version des Textes stammt vom deutschböhmischen Dichter Wenzel Karl Ernst. Eine weitere Übersetzung von Josef Wenzig war im Vorfeld abgelehnt worden. Zusätzlich wurde auch eine ungarische Version veröffentlicht.
Rainer Maria Rilke hat das Lied Kde domov můj geschätzt und es in zwei Gedichten in der Sammlung Larenopfer (1895) gewürdigt.
Wie der Text der Hymne andeutet, gehörte die Hymne ursprünglich dem Land Böhmen („země česká“=„Land Böhmen“). Auf Mähren oder Schlesien bezog sie sich nicht. Ferdinand Strejček bewies in Analogie zu einem anderen Text von Josef Kajetán Tyl aus demselben Jahr, dass wenn er in dem Lied über das tschechische Land singt, nicht Böhmen als Verwaltungseinheit meint, sondern das von Tschechen bewohnte Gebiet. Auch die Slowaken zählten in der damaligen Konzeption zu den Tschechen.
In der Tschechoslowakei bestand die Nationalhymne aus zwei Teilen. Im Anschluss an die tschechische Hymne wurde die slowakische Hymne Nad Tatrou sa blýska aufgeführt. Als Hymne der Tschechoslowakei wurde die Komposition Ende 1918 bestimmt. Im Jahr 1990 wurde sie die offizielle Hymne der Tschechischen Republik (im Rahmen der Föderation) und blieb auch als Hymne der Tschechischen Republik nach dem 1. Januar 1993 bestehen.

## Originaltext
Der Text beruht auf der Originalaufzeichnung der Autoren Škroup/Tyl sowie auf den gesetzlichen Vorgaben über die Hymne, hier Gesetz 3/1993 sowie 154/1998.
Kde domov můj?

Kde domov můj?

Voda hučí po lučinách,

bory šumí po skalinách,

v sadě skví se jara květ,

zemský ráj to na pohled;

a to je ta krásná země,

země česká, domov můj,

země česká, domov můj!

Kde domov můj?

Kde domov můj?

V kraji znáš-li bohumilém,

duše tiché v těle čilém,

jasnou mysl, vznik a zdar,

a tu sílu, vzdoru zmar?

To je Čechů slavné plémě,

mezi Čechy domov můj,

mezi Čechy domov můj!

## Deutsche Übersetzung
| deutsche wörtliche Übersetzung | offizielle deutsche Version von 1918 bis 1938 |
| Wo ist meine Heimat? Wo ist meine Heimat? Das Wasser braust auf den Wiesen, Wälder rauschen auf den Felsen, Im Garten strahlt des Frühlings Blüte, es ist das irdische Paradies für’s Auge! Und das ist das schöne Land, Böhmerland, meine Heimat! | Wo ist mein Heim? Mein Vaterland? Wo durch Wiesen Bäche brausen, Wo auf Felsen Wälder sausen, Wo ein Eden uns entzückt, Wenn der Lenz die Fluren schmückt: Dieses Land, so schön vor allen, Böhmen ist mein Heimatland. |